# Modřenec hroznatý
Modřenec hroznatý (Muscari neglectum) je druh jednoděložné rostliny z čeledi chřestovité (Asparagaceae). V minulosti byl řazen do čeledi hyacintovité (Hyacinthaceae), případně do čeledi liliovité v širším pojetí (Liliaceae s.l.).

## Popis
Jedná se o asi 5–30 cm vysokou vytrvalou rostlinu s podzemní vejčitou cibulí, která je obalena rezavohnědou slupkou, někdy jsou přítomny dceřiné cibulky či výběžky. Listy jsou jen v přízemní růžici, přisedlé, nejčastěji 5-6 z jedné cibule, většinou delší než stvol. Čepele jsou čárkovité, polooblé, svrchu žlábkovité, asi 3–7 mm široké. Květy jsou v květenstvích, kterým je vrcholový hrozen, který obsahuje asi 20-40 květů, za květu je víceméně hustý, za plodu se prodlužuje. Okvětí se skládá z 6 okvětních lístků, které jsou skoro po celé délce srostlé v baňkovitou okvětní trubku, jen nahoře jsou krátké ven vyhnuté cípy bílé barvy. Okvětní trubka je většinou modrá až černofialová, vejčité válcovitá, asi 2x delší než široká. Květy jsou vonné. Tyčinek je 6, nitky srostlé s okvětní trubkou. Gyneceum je srostlé ze 3 plodolistů, plodem je tobolka.

## Rozšíření
Modřenec hroznatý roste hlavně v jižní a jihovýchodní Evropě a jižní části střední Evropy, v severní Africe a v jihozápadní Asii, od Turecka na východ po Pákistán. Pěstovaný a zplanělý však může být i jinde, včetně Severní Ameriky.

## Rozšíření v Česku
V ČR roste v teplých oblastech od nížin po pahorkatiny, hlavně na různých suchých stráních, na mezích, ve vinicích a v akátinách. Původní je jen na jižní Moravě, v teplých oblastech Čech je místy zplaněný. Kvete na jaře, nejčastěji v dubnu a je to silně ohrožená rostlina flóry ČR, kategorie C2.

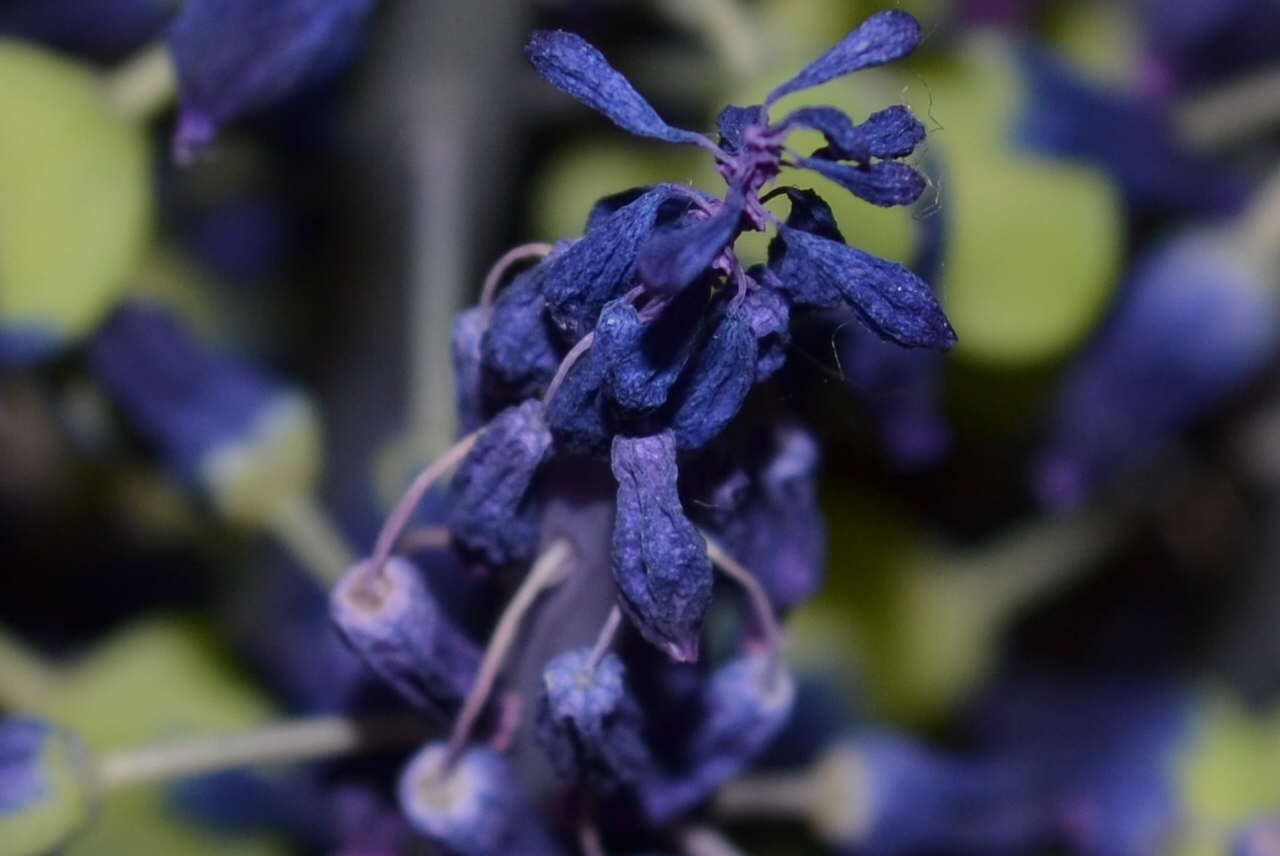
Uschlé květenství modřence.